# Párharc
A Párharc a TV2 valóságshow-műsora, melyben hazai hírességek versenyeznek. A verseny idejére nyolc pár költözik össze, hogy különböző ügyességi és elméleti vetélkedőkön vegyen részt, és megküzdjön a győztes címért.
A Párharc a szerb licencen alapuló Parovi című realityműsor magyar változata. A műsorvezetője Stohl András volt.

## Évadok
| Évad | Évad | Epizódok | Párok | Sugárzás          | Sugárzás           | Győztesek                              | Második helyezettek                | Harmadik helyezettek                       | Műsorvezető  | Adó |
| Évad | Évad | Epizódok | Párok | Évadbemutató      | Évadzáró           | Győztesek                              | Második helyezettek                | Harmadik helyezettek                       | Műsorvezető  | Adó |
| ---- | ---- | -------- | ----- | ----------------- | ------------------ | -------------------------------------- | ---------------------------------- | ------------------------------------------ | ------------ | --- |
|      | 1.   | 20       | 8     | 2022. október 17. | 2022. november 11. | Zsembera Liliána és Varga Viktor       | Egedi Hedda és Chris Tanoh (Csoki) | Gáspár Evelin és Varga Attila              | Stohl András |     |
|      | 2.   | 20       | 7     | 2023. május 8.    | 2023. június 2.    | Viczián Viktória és Somhegyi Krisztián | Nyitrai Judit és Mischinger Péter  | Béres-Joó Adrienn és Béres Attila (DR BRS) | Stohl András |     |
|      | 3.   | 20       | 7     | 2023. november 6. | 2023. december 5.  | Salander Dorina és Provoda Jodes       | Stana Alexandra és Meggyes Dávid   | Tuvic Aleksandra és Gelencsér Kornél       | Stohl András |     |

2022. július 19-én Fischer Gábor, a TV2 Csoport programigazgatója az Indexnek bejelentette, hogy egy újabb sztárpárshowt indít, amellyel hasonlít az RTL-en futó Nyerő páros című műsorral. Az 1. évad versenyzőit 2022. szeptember 16-án jelentették be. 2022. október 3-án bejelentették a műsor kezdési időpontját, a műsor 2022. október 17-én indult el a TV2-n, és november 11-én ért véget. 2023. március 3-án Fischer Gábor a SorozatWikinek bejelentette, hogy a nézettségtől függően két évaddal jelentkezik a műsor, amellyel tavasszal és ősszel volt látható. 2023. április 24-én bejelentették a műsor kezdési időpontját, illetve a versenyzőket is. A műsor második évada 2023. május 8-án indult, és június 2-án ért véget. 2023. október 20-án bejelentették, hogy november 6-án indul, és december 5-én ér véget. A műsor harmadik évadának szereplőit 2023. október 25-én jelentette be a TV2.

## Szereplők
| #  | 1. évad (2022)                               | 2. évad (2023)                             | 3. évad (2023)                       |
| -- | -------------------------------------------- | ------------------------------------------ | ------------------------------------ |
| 1. | Zsembera Liliána és Varga Viktor             | Viczián Viktória és Somhegyi Krisztián     | Salander Dorina és Provoda Jodes     |
| 2. | Egedi Hedda és Chris Tanoh (Csoki)           | Nyitrai Judit és Mischinger Péter          | Stana Alexandra és Meggyes Dávid     |
| 3. | Gáspár Evelin és Varga Attila                | Béres-Joó Adrienn és Béres Attila (DR BRS) | Tuvic Aleksandra és Gelencsér Kornél |
| 4. | Aryee Claudia Dedei (Tücsi) és Sofron István | Kardffy Aisha és Kerényi Miklós Máté       | Gallai Melitta és Rékasi Zsigmond    |
| 5. | Gyenesei Leila és Monoki Lehel               | Kósa L. Rita és Kósa L. Adolf              | Gáspár Bea és Gáspár Győző           |
| 6. | Kulcsár Edina és G.w.M                       | Rácz Trixi és Rácz Gergő                   | Nagy Anna és Király Péter            |
| 7. | Heatlie Dóra és Heatlie Dávid                | Ágica és Kozso                             | Nemazalány és Szlépka Armand         |
| 8. | Gaál Noémi és Bán Tamás                      |                                            |                                      |